# Procédé boîte chaude
Le procédé boîte chaude, diffère du procédé Croning par le fait que le noyau, constitué de résines différentes, fini de durcir à l’air libre.

## Mélange
Sable siliceux (97,6 %), résine (2 %) et catalyseur (0,4 %). Le sable s’utilise dans les deux heures qui suivent sa préparation.

## Fabrication du noyau
- Le sable est injecté, par soufflage ou tir, dans la boîte à noyau généralement fabriquée en fonte fortement nervurée pour résister aux contraintes dues à la chaleur qui oscille entre 200 et 300°.
- Tir de pression qui est de l’ordre de 7 bars sur un sable humide,
- Le noyau est extrait, alors que la prise n’est pas totale. Le durcissement se réalise progressivement à l’intérieur de la matière.

## Avantages
Précision dimensionnelle – solidité des noyaux – cadence de production élevée – belle peau sur la pièce coulée.

## Inconvénients
Contrôle rigoureux de la température du moule – refroidissement de la plaque de soufflage – besoin d’un volume d’air important – ventilation des installations.